# 尼尔·勃兰特
威廉·尼尔森·勃兰特（英語：William Nielsen Brandt，1970年6月10日—），美国天体物理学家，宾夕法尼亚州立大学维恩·M·威拉曼天文学与天体物理学教授。研究领域包括活动星系，宇宙X射线巡天，星暴星系，正常星系和X射线双星等。

## 生平

### 教育经历
勃兰特出生于北卡罗来纳州达勒姆，童年大部分时间在威斯康辛州简斯维尔长大。他曾就读于威斯康星州的米尔顿高中和新罕布什尔州埃克塞特市的菲利普斯埃克塞特学院。1992年毕业加州理工學院，获学士学位。研究生毕业于剑桥天文研究所，导师是安德鲁·法比安。

### 学术生涯
1996年至1997年，勃兰特在哈佛-史密松天体物理中心从事博士后研究。1997年担任宾夕法尼亚州立大学助理教授。2001年晋升为副教授，2003年升为教授。2010年成为杰出教授，2014年成为维纳·M·威拉曼教授。